# Chromosome 6 humain
Le chromosome 6 est un des 24 chromosomes. C'est l'un des 22 autosomes.

## Caractéristiques du chromosome 6
- Nombre de paires de base : 170 975 699
- Nombre de gènes : 1 152
- Nombre de gènes connus : 1 050
- Nombre de pseudo gènes : 459
- Nombre de variations des nucléotides (S.N.P ou polymorphisme nucléotidique) : 587 079

## Gènes localisés sur le chromosome 6
- JARID2 (en)
- CD24

## Maladies localisées sur le chromosome 6
- La nomenclature utilisée pour localiser un gène est décrite dans l'article de celui-ci
- Les maladies en rapport avec des anomalies génétiques localisées sur le chromosome 6 sont :

| Maladies localisées sur le chromosome 6              | Maladies localisées sur le chromosome 6 | Maladies localisées sur le chromosome 6 | Maladies localisées sur le chromosome 6 | Maladies localisées sur le chromosome 6 | Maladies localisées sur le chromosome 6 |
| ---------------------------------------------------- | --------------------------------------- | --------------------------------------- | --------------------------------------- | --------------------------------------- | --------------------------------------- |
| Pathologie                                           | Transmission                            | O.M.I.M                                 | Locus                                   | Gène                                    | Protéine codée par le gène              |
| Bras long                                            |                                         |                                         |                                         |                                         |                                         |
|                                                      |                                         |                                         | Q26                                     |                                         |                                         |
|                                                      |                                         |                                         |                                         |                                         |                                         |
|                                                      |                                         |                                         | Q25.2                                   |                                         |                                         |
|                                                      |                                         |                                         | Q25                                     |                                         |                                         |
| Lymphohistiocytose familiale                         | Récessive                               |                                         | q24.1                                   | STX11                                   |                                         |
| Syndrome de Char                                     |                                         |                                         | Q24.1                                   |                                         |                                         |
| Diabète néonatal                                     |                                         |                                         | Q24                                     |                                         |                                         |
| Syndrome de Lafora                                   |                                         |                                         | Q24                                     |                                         |                                         |
|                                                      |                                         |                                         |                                         |                                         |                                         |
|                                                      |                                         |                                         |                                         |                                         |                                         |
|                                                      |                                         |                                         | Q23.1                                   |                                         |                                         |
|                                                      |                                         |                                         | Q23.1                                   |                                         |                                         |
| Argininémie                                          |                                         |                                         | Q23                                     |                                         |                                         |
|                                                      |                                         |                                         |                                         |                                         |                                         |
|                                                      |                                         |                                         |                                         |                                         |                                         |
| Syndrome de Lafora                                   |                                         |                                         | Q22.3                                   |                                         |                                         |
| Maladie de Refsum                                    | Récessive                               | 266500                                  | 6q22-q24                                | PEX7                                    |                                         |
| Chondrodysplasie ponctuée type rhizomélique (Type 1) |                                         |                                         | Q22                                     |                                         |                                         |
|                                                      |                                         |                                         |                                         |                                         |                                         |
| Chondrodysplasie métaphysaire type Schmid            |                                         |                                         | Q21                                     |                                         |                                         |
| Troubles du spectre autistique,Syndrome d'Asperger   |                                         |                                         | Q21                                     |                                         |                                         |
|                                                      |                                         |                                         |                                         |                                         |                                         |
|                                                      |                                         |                                         | Q16                                     |                                         |                                         |
| Maladie de Stargardt                                 | Dominante                               |                                         | Q14                                     |                                         |                                         |
| Maladies de surcharge en acide sialique libre        |                                         |                                         | Q14                                     |                                         |                                         |
| Syndrome de Joubert                                  |                                         |                                         | Q13                                     |                                         |                                         |
|                                                      |                                         |                                         |                                         |                                         |                                         |
|                                                      |                                         |                                         | Q12                                     |                                         |                                         |
|                                                      |                                         |                                         |                                         |                                         |                                         |
|                                                      |                                         |                                         |                                         |                                         |                                         |
|                                                      |                                         |                                         |                                         |                                         |                                         |
|                                                      |                                         |                                         | Q11                                     |                                         |                                         |
|                                                      |                                         |                                         |                                         |                                         |                                         |
|                                                      |                                         |                                         |                                         |                                         |                                         |
|                                                      |                                         |                                         |                                         |                                         |                                         |
| Bras court                                           |                                         |                                         |                                         |                                         |                                         |
|                                                      |                                         |                                         | p12                                     |                                         |                                         |
| Maladie cœliaque                                     |                                         |                                         | p21                                     | HLA-DQ2 (en)-DQ8                        |                                         |
| Dysplasie cleido cranienne                           |                                         |                                         | p21                                     |                                         |                                         |
| Polykystose rénale type récessif                     |                                         |                                         | p21                                     |                                         |                                         |
| Maladie de Nasu-Hakola                               |                                         |                                         | p21.1                                   |                                         |                                         |
| Déficit en 21 Hydroxylase                            |                                         |                                         | p21.3                                   |                                         |                                         |
| Hémochromatose par mutation du gène HFE              |                                         |                                         | p21.3                                   |                                         |                                         |
| Spondylarthrite ankylosante                          |                                         |                                         | p21.3                                   | HLA-B                                   |                                         |
| Acidurie 4 hydroxy-butyrique                         | Récessive                               | 271980                                  | p22                                     | ALDH5A1                                 |                                         |
|                                                      |                                         |                                         | p23                                     |                                         |                                         |
|                                                      |                                         |                                         |                                         |                                         |                                         |
|                                                      |                                         |                                         | p24                                     |                                         |                                         |
|                                                      |                                         |                                         |                                         |                                         |                                         |
|                                                      |                                         |                                         |                                         |                                         |                                         |
|                                                      |                                         |                                         |                                         |                                         |                                         |
|                                                      |                                         |                                         |                                         |                                         |                                         |
|                                                      |                                         |                                         | p25                                     |                                         |                                         |
|                                                      |                                         |                                         |                                         |                                         |                                         |
|                                                      |                                         |                                         |                                         |                                         |                                         |